# Моніка Бірн
Моніка Бірн (народилася 13 липня 1981) — американська драматургиня і авторка наукової фантастики. Найбільш відома своєю драмою «Що повинна знати кожна дівчина» та дебютним романом «Дівчина на дорозі», який отримав премію Джеймса Тіптрі-молодшого 2015 року та був номінований на премії «Локус» і «Кітчі».

## Життя і кар'єра
Моніка Бірн народилася 13 липня 1981 року в Гаррісбурзі, штат Пенсільванія. Наймолодша з п'яти дітей, вона виросла в університетському містечку Аннвіль, де її батько був лектором у коледжі Ліван Веллі. Коли Моніці було сім років, у її матері діагностували рак мозку. Мати померла, коли Моніці було 20 років.
Бірн відвідувала католицьку школу Богоматері Долини для дівчат у сусідньому Лівані. Ступінь бакалаврки з біохімії та релігії вона здобула в Коледжі Веллслі, а ступінь магістерки геохімії в Массачусетському технологічному інституті. Бажаючи стати астронавткою і відправитися на Марс, вона отримала статус стажистки в NASA. Однак згодом замість наукової кар'єри вона вирішила стати письменницею.
У 2008 році вона з Нілом Ґейманом відвідала Clarion Workshop. Після цього почала писати художні твори та п'єси. У 2011 році вона була художницею-резиденткою у Vermont Studio Center та Elsewhere Collective. З 2012 по 2017 рік вона була постійною драматургинею у театральному концерні Little Green Pig Theatral Concern у Даремі, Північна Кароліна. Її п'єси ставилися і в інших театрах.
Драма Моніки «Що повинна знати кожна дівчина» про дівчат у католицькій школі для дівчат приблизно в 1914 році, які поклоняються активістці проти народжуваності та прав жінок Маргарет Сенгер, була показана в Даремі, Берклі та Нью-Йорку. Назва п'єси взята з назви колонки Сенґера про статеве виховання в New York Call, опублікованої в 1912 і 1913 роках. Роберт Гурвітт із «San Francisco Chronicle» зауважив, що «часто розумний, провокаційний сценарій Бірн не є повністю конкретизованим» і «швидкий темп не компенсує того, наскільки тонко Бірн розвинула свою історію чи персонажів». Пет Крейг із San Jose Mercury News похвалив «часто безтурботні жарти та щирий гумор, які змушують твір плавати та передавати потужні повідомлення, не звучачи нітрохи як прозелітизм».
Її перший роман «Дівчина на дорозі» (2014) розгортається в майбутньому, де Індія та Африка стали економічними наддержавами. У ньому переплітаються історії про Міну, молоду жінку, яка перетинає Аравійське море на захід від Мумбаї до Джибуті на наплавному енергетичному мосту, та Маріаму, маленьку дівчинку, яка їде вантажівкою на схід через африканський континент із Мавританії до Джибуті. Волл-стріт джорнел оцінив цей твір як «нову сенсацію, справжнє досягнення», тоді як Джейсон Хеллер з NPR назвав це «шматком розчарування», хоча зробив висновок: «…це не робить „Дівчину на дорозі“ цю запаморочливу подорож менш вартісню.»
Дія її другого роману «Справжня зірка» (2021) розгортається у трьох часових проміжках: у 1012 році в занепадаючому королівстві майя; у 2012 році, слідуючи за молодою жінкою, яка досліджує свою белізьку спадщину; і в 3012 році, де було створено утопічне безстатеве суспільство після того, як кліматична руїна знищила більшу частину світу. Роман був схвально сприйнятий критиками — журнал New Scientist назвав його «холодним шедевром», вихваляючи темп, героїв і суспільства. Огляд Tor.com назвав його «одним із найефективніших прикладів побудови світу, який ви, ймовірно, побачите на сторінці цього року», вважаючи його «епічним, глибоким романом», який «їжачиться амбіціями».
Натхненнямдля своєї роботи Бірн вважає Нормана Раша, Кіма Стенлі Робінсона та Урсулу К. Ле Гуін.

## Праці

### Романи
- Дівчина на дорозі (2014)
- Справжня зірка (2021)

### Коротка художня проза
- Комедія в Куалі. У Electric Velocipede, випуск № 21/22, осінь 2010 р.[23]
- Дев'ять водойм. У журналі Fantasy, вересень 2010 р
- П'ять листів з Нью-Лаверна. В Shimmer, № 12 (2010)[24]
- Густ Дей. В The Baffler, № 27 (2015)
- Обряд відновлення одного квітня Нора Гесс . У Гаргульї, Випуск 56[25]

### П'єси
- Міс Америка 1988 і Остання людська розмова
- Бідний м'яч
- Нічна робота (2011)
- Палац пам'яті (2011)
- Що повинна знати кожна дівчина (2012)
- Пентеон (2012)
- Жовтий спідометр Тарантіно (2014)

### Нон-фікшн
- Hey, Book World: Sexism is Way Bigger Than the Hugos. Wired. 4 травня 2015.
- Literature Still Urgently Needs More Non-White, Non-Male Heroes. The Atlantic. 20 травня 2014.
- To the Moon, from Chapel Hill. Our State. January 2013.
- In Pursuit of World Peace. Independent Weekly. August 2012.
- Everything We Plant Grows. HowlRound. July 2012.
- Only To Be There. Wellesley Magazine. Summer 2011.